# Лёкъёль (приток Когеля)
Лёкъёль (устар. Лёк-Ёль) — река в России, протекает по территории Троицко-Печорского района Республики Коми. Устье реки находится в 58 км по правому берегу реки Когель. Длина реки составляет 12 км.
Исток реки в южной части болота Когельнюр в 60 км к северо-востоку от Троицко-Печорска. Река течёт на юго-восток, всё течение проходит в ненаселённой, холмистой тайге. Впадает в Когель в 45 км к северо-западу от посёлка Приуральский.

## Данные водного реестра
По данным государственного водного реестра России относится к Двинско-Печорскому бассейновому округу, водохозяйственный участок реки — Печора от истока до водомерного поста у посёлка Шердино, речной подбассейн реки — Бассейны притоков Печоры до впадения Усы. Речной бассейн реки — Печора.
Код объекта в государственном водном реестре — 03050100112103000059348.